# Astragalus mongholicus
Astragalus mongholicus Bunge,  detto anche Astragalus propinquus e Astragalus membranaceus e noto in cinese come huáng qí (cinese semplificato: 黄芪; cinese tradizionale: 黃芪) oppure běi qí (cinese: 北芪), huáng huā huáng qí (cinese: 黄花黄耆), è una pianta perenne della famiglia delle Fabacee, con fiori giallo-pallido e gambi contorti.

## Descrizione
È una pianta erbacea perenne di altezza, a completo accrescimento, da 25–40 cm. Le foglie sono lunghe 3–6 cm, di forma triangolare ovata. Le radici sono di sezione cilindrica e di colore giallo-bruno.

## Distribuzione e habitat
La pianta è diffusa in Cina, Corea, Mongolia e Siberia dove sono presenti estese coltivazioni.

## Usi
Gli erboristi ritengono che i polisaccaridi contenuti nell'erba stimolino il sistema immunitario e in genere rafforzino l'organismo, accelerando il metabolismo, promuovendo la riparazione dei tessuti e aumentando l'energia. Nella medicina cinese l'astragalo è consumato dolce e leggermente caldo. Le indicazioni della medicina cinese sono: debolezza e stanchezza generali, perdita di appetito, eccessiva sudorazione, deficit oppure anormalità del sangue conseguenti a sanguinamenti eccessivi; nell'erboristeria occidentale sono i raffreddori e influenza ricorrenti, AIDS, cancro, stanchezza cronica.
L'astragalo è stato usato per secoli nella terapia fu-zheng, che tratta i disturbi rafforzando i meccanismi di difesa naturale del corpo. Il concetto della terapia fu-zheng è stato riconosciuto dai ricercatori occidentali, che hanno esaminato gli effetti dell'astragalo sul sistema immunitario dei pazienti con tumore sottoposti a chemioterapia o a radioterapia. Anche se non conclusivi, i risultati di questi studi suggeriscono che l'astragalo ha effetti positivi in questi pazienti.
I principi attivi si trovano nella radice disseccata che si presenta in forma cilindrica, in generale senza diramazioni, con lunghezza variabile fino ad un metro e con un diametro fino a 4 centimetri. I composti biologici attivi sono: le saponine triterpeniche, i flavonoidi, i polisaccaridi, ed infine le ammine piogene.

## Farmacologia
Effetti farmacologici dell'Astragalo sono di tipo: immunostimolatorio attivazione del RES, induzione dell'alfa e gamma interferone, aumento dell'attività delle cellule T-helper e dell'attività chemiotattica dei macrofagi, inibizione della transcriptasi inversa dei retrovirus e della DNA polimerasi; adattogeno, antinfiammatorio, epatoprotettore, cardiotonico, aumento della motilità spermatica.
Studi eseguiti sia in vitro che in vivo hanno confermato l'efficacia dell'Astragalo nella stimolazione del sistema immunitario. Dai dati ottenuti in vitro è stato possibile evidenziare che i polisaccaridi isolati dalla pianta, alla concentrazione di 10 mg/ml, sono in grado di aumentare l'indice di blastizzazione in colture miste di linfociti e la granulopessia dei macrofagi o dei polimorfonucleati.
Utilizzando la tecnica nota come local Xenogenic graft-versus-host reaction come test per la funzionalità delle cellule T, gli studiosi hanno scoperto che quelle cellule mononucleari, derivate da pazienti neoplastici, che erano state preincubate con una frazione di polisaccaridi dell'Astragalus membranaceus avevano un significativo incremento dell'attività immunitaria e inoltre ripristinavano la funzionalità delle cellule T depresse nei pazienti neoplastici. Lo stesso tipo di azione immunostimolante è stata evidenziata in vivo su ratti trattati con ciclofosfamide (potente farmaco ad attività citostatica che produce immunodepressione) cui era stata somministrata la stessa frazione di polisaccaridi estratti dall'Astragalo.
Dagli studi condotti in vivo sono stati evidenziati l'attivazione del sistema reticolo endoteliale, l'induzione del alfa- e gamma-interferone, aumento dell'attività delle cellule T-helper e della chemiotassi dei macrofagi, oltre che l'inibizione della transcriptasi inversa dei retrovirus e della DNA polimerasi.
I polisaccaridi dell'Astragalo mostrano notevole attività immunostimolante nei confronti sia del sistema umorale che di quello cellulo-mediato.
La somministrazione orale di un estratto acquoso di Astragalo eseguita su 1000 soggetti è stata in grado di diminuire l'incidenza e ridurre il decorso delle comuni malattie da raffreddamento. In questi soggetti in effetti, dopo due mesi di somministrazione orale dell'estratto si è riscontrato un incremento dei livelli di IgA e IgG.
La radice di Astragalo ha numerose altre attività oltre a quella immunostimolante: ha effetto cardiotonico inotropo positivo, epatoprotettivo, antibatterico, adattogeno e antinfiammatorio. Inoltre è in grado di aumentare la funzionalità adreno-corticalica e quindi di innalzare la soglia della resistenza ai fattori di stress.
I preparati di Astragalo vengono utilizzati in clinica nel trattamento delle epatiti croniche infatti le saponine in essi contenute provocano l'innalzamento dei livelli sierici di cAMP e promuovono la sintesi del DNA nelle cellule epatiche in rigenerazione, stimolando inoltre la rigenerazione degli epatociti.
per dosi orali di 100g di droga/Kg di un estratto acquoso concentrato di Astragalo, somministrati a ratti per 2 giorni, non sono stati evidenziati effetti tossici.
Negli ultimi anni sono poi stati sviluppati dei rimedi a base di estratti ricchi in saponine dell'astragalo (gli astragalisidi I, II, III, IV….) che avrebbero evidenziato un'azione di attivazione dell'enzima telomerasi, che è l'enzima che riallunga i telomeri, ossia le parti terminali dei cromosomi che costituiscono il DNA il cui accorciamento è costante con l'avanzare dell'età a causa delle continue replicazioni cellulari e che dopo un certo limite (limite di Hayflick), pari a circa 50 replicazioni cellulari) renderebbe impossibile il rinnovamento cellulare e dei tessuti esponendoli quindi alle note degenerazioni tipiche dell'invecchiamento (e di alcune patologie che lo emulano).
L'inibizione di risposte infiammatorie, l'accelerazione della crescita delle cellule basali e l'equilibrata sintesi della matrice extracellulare (ECM) sono importanti nella guarigione di ferite cutanee aperte. Per valutare gli effetti di cicatrizzazione di Astragali Radix (AR) (la radice di Astragalus membranaceus [Fisch.]) sono state praticate ferite sul lato dorsale dei ratti sotto anestesia. Estratti con acqua bollente della AR, bagnati in una medicazione in schiuma idrofila, sono state applicate topicamente alle ferite una volta al giorno per 11 giorni consecutivi. Il processo di guarigione è stata valutato con un punteggio macroscopico per misurare la superficie delle ferite aperte. Aspetti molecolari della zona di pelle in via di guarigione sono stati indagati anche tramite l'osservazione istologica che indica la densità delle cellule e l'allineamento lineare del tessuto di granulazione.
La AR estrae ed accelera significativamente la guarigione della ferita cutanea da infiammazione sopprimendo e stimolando la crescita delle cellule basali nell'area della ferita rispetto al fattore di crescita epidermico come controllo di positività. La promozione della proliferazione delle cellule basali e l'angiogenesi dagli estratti AR era notevole nei primi stadi della guarigione della ferita determinando una riduzione significativa della durata del processo di guarigione delle ferite.